# Красная женщина
«Красная женщина» (англ. The Red Woman) — первый эпизод шестого сезона фэнтезийного сериала канала HBO «Игра престолов», и 51-й во всём сериале. Сценарий к эпизоду написали создатели сериала Дэвид Бениофф и Д. Б. Уайсс, а режиссёром стал Джереми Подесва. Премьера состоялась 24 апреля 2016 года. Это первый эпизод, за которым последовал «После престолов», шоу HBO, где ведущими стали Энди Гринуолд и Крис Райан.
«Красная женщина» был положительно встречен критиками, которые посчитали эпизод удовлетворительной отправной точкой для сезона, и похвалили сцены с Сансой и Бриенной, а также заключительную сцену с Мелисандрой, хотя сюжетная линия с Дорном была снова раскритикована за то, что она чувствовалась слишком обрывистой и сильно отклоняющейся от книг. Название эпизода является аллюзией на эпитет, используемый для описания красной жрицы Мелисандры. В США эпизод посмотрели 7.94 миллиона зрителей.

## Сюжет

### На Севере
В Винтерфелле Рамси Болтон (Иван Реон) сожалеет о смерти Миранды (Шарлотта Хоуп), но приказывает, чтобы её труп скормили собакам, а не сожгли в прощальной церемонии. Его отец Русе (Майкл Макэлхаттон) предупреждает его, что несмотря на их победу над Станнисом Баратеоном, в будущем они могут столкнуться с гневом Ланнистеров и им следует заручиться поддержкой других дворян Севера. Он винит Рамси за потерю Сансы (Софи Тёрнер): дочь Эддарда Старка была бы весомым аргументом в деле притязаний на главенство над Севером. Русе угрожает лишить Рамси наследства, если тот не сможет вернуть Сансу, и намекает, что сделает наследником своего нерождённого сына.
Тем временем отряд солдат Болтонов догоняет и окружает сбежавших в лес Сансу и Теона (Альфи Аллен), но внезапно появляются Бриенна (Гвендолин Кристи) и Подрик (Дэниел Портман), которые вступают в бой с солдатами и убивают их. Во время боя одного из солдат Болтона убивает Теон, спасая жизнь Подрика. Бриенна вновь предлагает свою клятву верности Сансе, которая принимает её.

### В Дорне
В тот момент, когда Доран Мартелл (Александр Сиддиг) получает известие о смерти Мирцеллы, его и Арео Хотаха (ДеОбия Опарей) внезапно убивают Эллария (Индира Варма) и Тиена (Розабелла Лауренти Селлерс). Всё это происходит прямо на глазах дворцовой стражи, но она не вмешивается. Эллария заявляет о том, что народ был недоволен бездействием Дорана против Ланнистеров, и клянётся, что слабые люди больше никогда не будут править Дорном.

### В Королевской Гавани
Джейме (Николай Костер-Вальдау) возвращается в Королевскую Гавань с телом Мирцеллы. Серсея (Лена Хиди) рассказывает о пророчестве Мэгги-Лягушки, которое было сделано ей в детстве. Согласно ему все дети Серсеи умрут раньше неё, она потеряет всё, что ей дорого, и будет свергнута молодой королевой. Джейме обещает Серсее отомстить всем, кто обидел Ланнистеров.
Маргери (Натали Дормер), находясь в плену у Святого Воинства, разговаривает с Его Воробейшеством (Джонатан Прайс), но он отказывается предоставить информацию о её брате, Лорасе.
На корабле в Королевской Гавани Тристан (Тоби Себастьян) рисует глаза на камешках для похорон Мирцеллы. Две Песчаные Змейки, Обара (Кейша Касл-Хьюз) и Нимерия (Джессика Хенвик), пробираются в его каюту и заявляют о своём намерении убить его. Тристан не хочет драться с членами семьи, но они вынуждают его обнажить меч, и Обара предательски убивает его, вонзив копьё в затылок.

### В Миэрине
Тирион (Питер Динклэйдж) и Варис (Конлет Хилл) гуляют по улицам Миэрина, которые практически заброшены из-за отсутствия Дейенерис и страха перед Сынами Гарпии. Тирион замечает, что враги Дейенерис растут, включая бывших рабов и бывших господ. Варис обещает, что его шпионы найдут лидера Сынов Гарпии. Дым застилает город, все корабли в гавани Миэрина, предназначенные для переброски войск Дейенерис в Вестерос, подожжены.

### В Дотракийском море
Даарио (Михиль Хаусман) и Джорах (Иэн Глен) продолжают свои поиски Дейенерис. Джорах мельком осматривает свою ухудшающуюся серую хворь, но продолжает утаивать её. Он находит кольцо Дейенерис среди множества следов от копыт и понимает, что её захватили дотракийцы.
Дейенерис (Эмилия Кларк) предстаёт перед кхалом Моро (Джо Науфаху), пленившем её. Моро планирует изнасиловать её, но затем отказывается от этой идеи, когда узнаёт, что Дейенерис была женой кхала Дрого. Она просит Моро сопроводить её обратно в Миэрин, но он отказывается отпускать её, так как вдовы кхалов должны провести остаток своей жизни в составе дош кхалина в Вэйс Дотраке, священной деревне дотракийцев.

### В Браавосе
Ослепшая Арья Старк (Мэйси Уильямс) просит милостыню на улицах. К ней подходит Бродяжка (Фэй Марсей) и заставляет сразиться с ней на деревянных посохах. Арья проваливает испытание из-за слепоты, а Бродяжка обещает, что вернётся на следующий день.

### На Стене
После убийства Джона Сноу (Кит Харингтон) его лютоволк Призрак начинает выть, привлекая внимание Давоса (Лиам Каннингем), Эдда (Бен Кромптон) и некоторых других его сторонников. Они (за исключением Эдда, который уходит, чтобы получить помощь от Одичалых) запираются в кладовке вместе с телом Джона и Призраком. К ним заходит Мелисандра (Кэрис Ван Хаутен), которая говорит, что видела в пламени, как Джон сражается в Винтерфелле.
Сир Аллисер (Оуэн Тил) созывает других чёрных братьев и берёт на себя ответственность за убийство Джона, утверждая, что его доверие к одичалым уничтожило бы Ночной Дозор. Аллисер и другие мятежники подходят к двери кладовой и угрожают сторонникам Джона Сноу напасть на них, если они не сложат оружие до наступления темноты.
Мелисандра, расстроенная после поражения Станниса и смерти Джона, идёт спать в свою спальню. Она раздевается и рассматривает своё молодое тело в зеркале, а затем снимает с себя рубиновое ожерелье. В этот момент её тело становится дряхлым, измождённым и сильно постаревшим. Голая старуха смотрит на свою дряблую морщинистую фигуру в зеркало, а затем медленно и со слабостью ложится в кровать.

## Производство

### Сценарий
Сценарий «Красной женщины» был написан создателями сериала Дэвидом Бениоффом и Д. Б. Уайссом. Некоторые элементы в эпизоде основаны на предстоящем шестом романе серии «Песнь Льда и Огня», «Ветра зимы», автор которых, Джордж Р. Р. Мартин, надеялся завершить его до выхода шестого сезона в эфир. Он также содержит элементы из глав «Жертва» и «Слепая девочка» из «Танца с драконами».

### Кастинг
Начиная с этого эпизода, Джонатан Прайс (Его Воробейшество) повышен до основного актёрского состава. Эпизод также представляет нового актёра повторяющегося состава, Джо Науфаху, который играет кхала Моро.

### Съёмки
Режиссёром «Красной женщины» стал Джереми Подесва. Подесва ранее снял эпизоды пятого сезона, «Убей мальчишку» и «Непокорные, несгибаемые, несломленные», за последний из которых он получил номинацию на премию «Эмми» за лучшую режиссуру драматического сериала. Бюджет шестого сезона увеличился по сравнению с предыдущими сезонами, поскольку средняя стоимость каждого эпизода была более $10 миллионов, на общую сумму примерно $100 миллионов за весь сезон, установив новый максимум для сериала.
По заявлению режиссёра эпизода, для заключительной сцены с Мелисандрой была использована та же техника, что и с двойником тела Серсеи Ланнистер в «Милосердии Матери», а Кэрис ван Хаутен носила пластический грим на лице, которое позже было перенесено на реальное тело старой женщины. Подесва отметил: «Идея заключается в том, что нельзя точно определить, насколько она могла быть древней. Мы были вынуждены выбрать реального человека, а не полное [компьютерное] моделирование персонажа. Как выглядит 400-летний человек? Мы не знаем. Так что если вы пытаетесь создать такое, вы создаёте что-то, что выходит за рамки известной нам реальности. Здесь же вы чувствуете, что она очень старая, и не важно, сколько ей лет».

## Отзывы и критика

### Телерейтинги
«Красную женщину» посмотрели 7.94 миллиона американских зрителей во время первого показа, что немного ниже, чем количество зрителей у премьеры пятого сезона, 8.00 миллионов, что стало первым случаем в истории шоу, когда премьера сезона получила меньше рейтингов, чем предыдущая. HBO отмечает, что два повтора на HBO Go и HBO Now собрали в целом 10.7 миллионов зрителей.

### Реакция критиков
Отзывы к «Красной женщине» были очень положительными. Эпизод получил высокую оценку за юмор и за сюжетный поворот относительно роли Мелисандры в конце и за спасение Бриенной Теона и Сансы. Rotten Tomatoes собрал 49 отзывов и вычислил процент одобрения 92 % со средним рейтингом 7.7/10, а его консенсус гласит: «Как твёрдое открытие сезона, „Красная женщина“ балансировала своей текущей загадкой и долей юмора и показала трогательное воссоединение Сансы с Бриенной Тарт».